# Pecsely
Pecsely település Romániában, Szilágy megyében.

## Fekvése
Szilágy megyében, Szilágysomlyótól délre, Kraszna és Alsóbán között fekvő település.

## Népesség
| Lakosok száma | 620  | 890  | 1095 | 1208 | 813  |
|               | 1890 | 2011 | 2012 | 2013 | 2021 |

## Története
Pecsely neve 1205-1235 között kétszer is említve volt a Váradi regestrumban peres ügyek kapcsán, Pechey, Rechel neveken.
1270-ben Pechel, 1481-ben Petsei, Pecsel, 1508-ban Peczel, 1753-ban Petserd, 1808-ban Petsej-nek írták.
Az egykor Kraszna vármegyéhez tartozó község 1481-ben Valkó, 1594-ben és 1658-ban Somlyó tartozéka volt.
1341-ben Pechel birtokba Dancs mestert akarták beiktatni, de ez ellen Vincze tasnádi plébános tiltakozott, azt állítva, hogy ez a Szent Mihály egyház birtoka.
1547-ben a birtokon való osztozáskor azt egyenlően osztották fel Sarmasági András felperes és Báthory Szaniszlófi András, Kristóf és István alperesek között.
1669-ben Báthory Zsófia rendelkezése szerint Pecsely, mint a "somlyai jószág" tartozéka, évenként 224 kősót tartozott kiszállítani és két ökröt adni.
1808-ban Petsejben gróf Kendefi Elemérnek is van birtoka.
1847-ben 157 görögkatolikus lakosa volt, melyből 153 görögkatolikus, 4 izraelita volt.
1890-ben 620 lakosából 15 német, 605 oláh, 15 izraelita. A házak száma ekkor 138 volt.
Pecsely a trianoni békeszerződés előtt Szilágy vármegye Krasznai járásához tartozott.

## Nevezetességek
- Görögkatolikus fatemploma.  Anyakönyvet 1863-tól vezetnek.